# عصوية ذهبية باذنجانية
عصوية ذهبية باذنجانية (الاسم العلمي: Chryseobacterium solani) هي نوع من البكتيريا، سلبية الغرام، تتبع جنس عصوية ذهبية.